# Chao Chien Chang
Chao Chien Chang (translitera al chino 张肇骞) ( 1900 - 1972) fue un botánico chino, que trabajó extensamente en el "Instituto de Botánica", de la Academia China de las Ciencias.

## Algunas publicaciones
- 1934. Compositae Novae Sinensis. Edición reimpresa

- 1933. Some New Species of Compositae of China. Editor Metropolitan Museum of natural history, Academia Sinica

- La abreviatura «C.C.Chang» se emplea para indicar a Chao Chien Chang como autoridad en la descripción y clasificación científica de los vegetales.[3]